# Syntenin-2
Syntenin-2‏ (Syndecan binding protein 2) هوَ بروتين يُشَفر بواسطة جين Syntenin-2 في الإنسان.